# Sant'Antonio Abate
Sant'Antonio Abate (Sant'Antuóno en napolità) és una comune italiana de la ciutat metropolitana de Nàpols, a la Campània.
El territori municipal conté les frazioni (subdivisions) de Buonconsiglio, Casa Iovine, Cottimo, Fusara, Pontone i Salette. Limita amb els municipis de Gragnano, Lettere, Pompeia i Santa Maria la Carità (a la Ciutat metropolitana de Nàpols), i amb Angri i Scafati (a Província de Salern).

## Geografia física
Situat a la plana dominada per la cadena de les muntanyes del Lactarius Mons, que culmina a la península de Sorrento amb el cim del mont Faito, Sant'Antonio Abate s'estén a l'interior de l'Ager Stabianus.

## Història
D'orígens administratius recents, la ciutat esdevingué comune autònoma el 1925, desvinculant-se el 1929 de Lettere. El seu territori ha estat habitat, des de l'antiguitat, per pobles indígenes d'origen indoeuropeu com els opici, els oscs, els etruscs, els greci, els samnites, els campanis i els romans. Sobretot, la civilització d'aquest últim està documentada per nombroses troballes arqueològiques, posades a la llum sobre el terreny després d'anys de recerca.
De particular importància històrica va tenir l'enfrontament final de la guerra gòtica, especialment a la batalla del Mont Lactari, que va tenir lloc al territori abatès i es va resoldre amb la diàspora dels ostrogots i la mort del seu rei Teia, que probablement va ser assassinat al territori abatès i llençat a un pou, prop de Pozzo dei Goti (Pou del Got) d'Angri. Després d'un fosc període d'abandonament fins a l'any mil, la vil·la va viure, a partir del segle xi, una lenta recuperació econòmica gràcies a la recuperació de les antigues zones pantanoses molt extenses, afavorides també pel seu naixement, cap al segle xv, de les primeres granges que van formar el nucli de l'antic Borgo di Sant'Antuono.
En els segles següents, la vil·la es va desenvolupar gradualment, basant la seva riquesa primer en l'agricultura i després en les activitats que hi estan vinculades. En els darrers anys, l'economia de Sant'Antonio Abate s'ha centrat sobretot en el sector industrial de la transformació del tomàquet i els cultius especialitzats d'hivernacle que també han implicat, entre d'altres, el desenvolupament d'activitats terciàries.

## Escut
L'escut de la comune de Sant'Antonio Abate s'inspira en la presència del castell de Lettere al turó del mateix nom. El castell està col·locat sobre un escut adornat amb una corona i dues branques d'olivera, unides per un llaç.

## Monuments i llocs d'interés

### Arquitectura religiosa

#### Església parroquial de Sant Antoni Abat

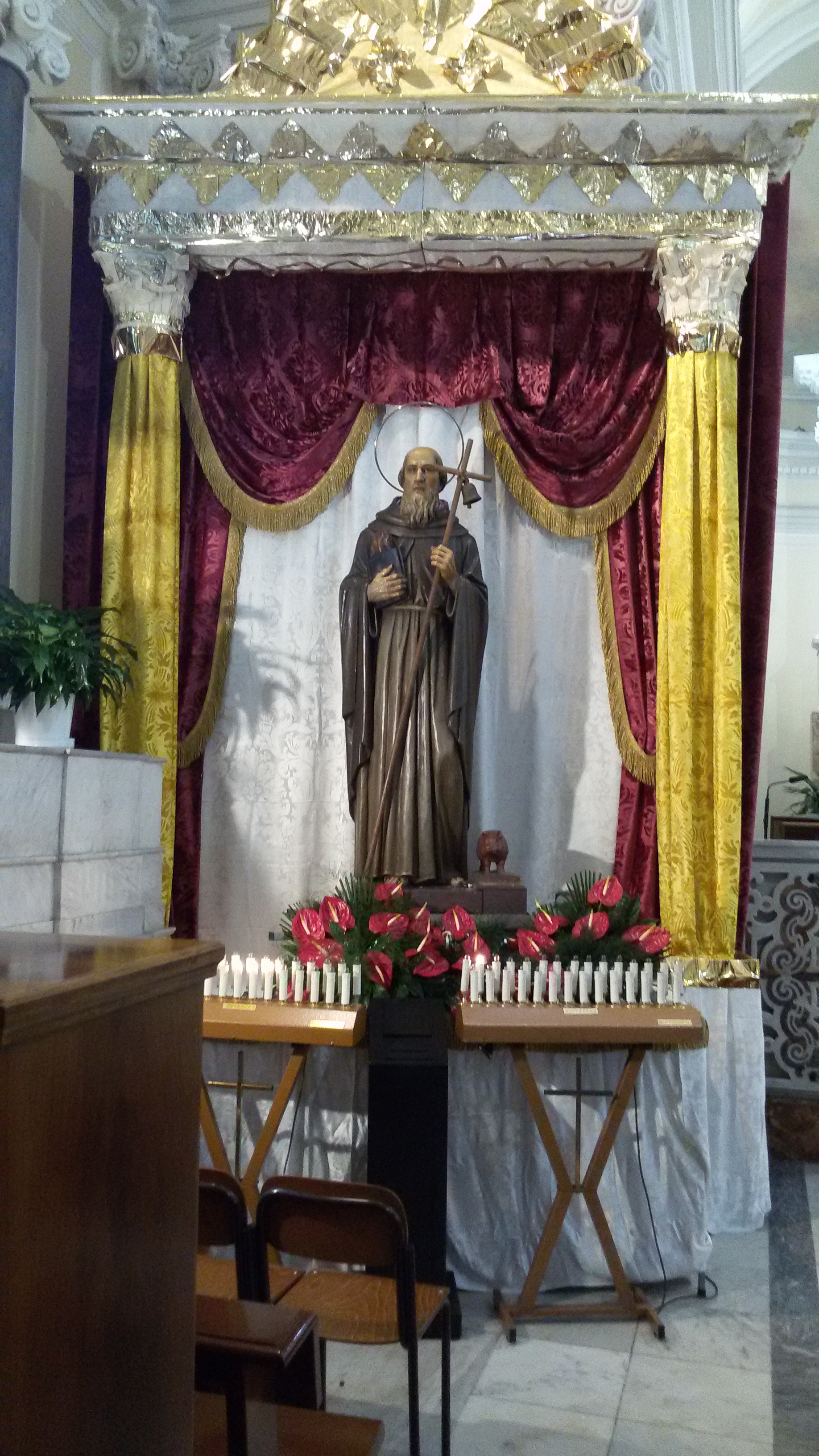
Tron de Sant'Antonio Abate a la població homònima

Parròquia de la vil·la, dedicada a Sant Antoni Abat (Sant'Antonio Abate). L'església, que data de 1801, es va convertir en parròquia l'any 1812 i es va acabar de construir el 1829. Moltes de les obres de l'església provenen de l'abadia de Santa Maria di Realvalle de Scafati, incloses les piques d'aigua beneita de marbre que es remunten al segle xviii, les teles del Davallament de la creu i la Immaculada Concepció, i els panells de marbre col·locats al sagrari, en un dels quals també hi ha gravat el MONASTERIUM SANCTAE MARIAE REGALIS VALLIS, com a major testimoni de la seva procedència.
L'església, composta d'una sola nau i de planta de creu llatina, també està formada per quatre capelles, dedicades a la Mare de Déu dels Dolors (Addolorata), a Sant Josep, al Sagrat Cor de Jesús i a la Immaculada Concepció: 
- La capella de l'Addolorata, situada com a la primera a l'esquerra des de l'entrada de l'església, es compon d'un altar coronat pel quadre de la Mare de Déu dels Dolors (obra de Giuseppe Cammarano datada l'any 1828), inserida en una composició de marbres preciosos. La capella, construïda amb el patrocini del doctor Leonardo Santoro l'any 1828, també està composta per una làpida, que conté les restes mortals de les dues nétes de Santoro, Luisa i Sofia.
- La capella de Sant Josep, situada a la dreta de la nau just abans de l'altar, està formada per una fornícula a l'interior de la qual hi ha una estàtua de fusta de Sant Josep, pare putatiu de Jesús. Als laterals de la capella hi ha dues estàtues que representen la Mare de Déu del Carme i Sant Pius de Pietrelcina.
- La capella del Sagrat Cor de Jesús, la primera a la dreta de l'entrada principal, està formada per una fornícula, a l'interior del qual hi ha una estàtua del Sagrat Cor de Jesús. La fornícula està emmarcada en una composició de marbre preciós, sobre un altar que conté una relíquia. Als laterals de la capella, sobre bases de marbre, hi ha dues estàtues, que representen sant Francesc d'Assís i sant Antoni de Pàdua.
- La capella de la Immaculada Concepció de Maria, situada a l'esquerra de la nau just abans de l'altar, en una fornícula encastada en marbre que conformen l'altar que, abans de les obres que van modificar l'església entre les dècades del 1910 i 1920, constituïa la part final de l'absis de l'església. Als laterals de la capella hi ha dues estàtues, que representen sant Alfons Maria de Liguori i la Verge Immaculada.

Al final de la nau hi ha l'absis, dominat pel majestuós altar de Sant Antoni Abat i l'altar de l'església. Altres obres destacades de l'església són la pila baptismal de marbre de la segona meitat del segle xx i l'estàtua, col·locada en una fornícula a la primera dreta des de l'entrada, de la Mare de Déu dels Dolors. Altres obres de fusta augmenten el valor de l'edifici, com el púlpit i la caixa de fusta de l'orgue, ambdues obres de gran valor realitzades pel mestre local Pasquale D'Aniello, així com els reliquiaris i confessionaris de l'església. El púlpit, gran obra d'incrustació i talla, està situat a la dreta de la nau, entre la capella del Sagrat Cor i la de Sant Josep. També és aquí on es col·loca l'estàtua de Sant Antoni Abat, objecte de gran devoció i que es col·loca cada any, en les dates adjacents al 17 de gener (festa del sant) en el majestuós i colorit tron que li és dedicat.

#### Santuari de Sant Gerardo Maiella
Completat el 1966, després de la col·locació de la primera pedra el 1937 amb la benedicció del llavors bisbe de la diòcesi de Castellammare di Stabia Federico Emanuel. Després de llargues obres, el 4 de desembre de 1966 Monsenyor Corrado Ursi, arquebisbe de Nàpols, va consagrar el temple i el seu altar major. La finalització de l'edifici, la construcció del qual va ser sol·licitada i encarregada per Mosè Mascolo, fundador de l'orde de les Germanes Gerardines de Sant'Antonio Abate, es va produir en realitat sis anys després de la seva mort, que va tenir lloc el 24 de febrer de 1960. El final de les obres també va ser motivat pel fet que el 16 d'abril de 1962 la Sagrada Congregació de Ritus va declarar a sant Gerardo Maiella copatró de la vil·la. A més, l'11 de desembre de 2005, 49 anys després de la consagració del temple, l'església es va convertir en un santuari diocesà.
Amb la seva façana monumental, de més de 42 metres d'alçada i amb una cúpula de 33 metres, el santuari s'estén per més de 900 m² de superfície. De planta de creu llatina de tres naus, destaca el mosaic en or mixt col·locat darrere de l'estàtua de Sant Gerardo, que conforma la fornícula, l'estructura del qual és de marbre vermell francès i el pedestal (de 500 kg de pes) és de marbre decorat amb petites creus amb fons daurat. La cadira del sant també és de marbre, amb un fons de marbre vermell espanyol i trons de marbre blanc. La capella del Santíssim Sacrament, les estàtues del Sagrat Cor de Jesús i la Immaculada Concepció, el sarcòfag del fundador Mosè Mascolo i el confessionari utilitzat per aquest durant el seu ministeri enriqueixen l'edifici.

#### Església parroquial de la Mare del Bon Consell
Acabada l'any 1863, la construcció de l'església es va iniciar l'any 1858 en uns terrenys donats per la senyora Anna D'Antuono a la diòcesi. Dedicada a la Mare del Bon Consell, la seva primera missa es va celebrar el 8 de novembre de 1863 pel sacerdot don Alfonso d'Aniello. A causa del fort augment de la població, l'any 1894 es va decidir ampliar-la i el 25 de novembre de 1894 la primera pedra va ser beneida per mossèn Sarnelli. L'ampliació, acabada l'any 1900, va afegir l'absis i la rectoria a l'edifici.
Església d'una nau, amb absis i altars laterals, a l'extrem de la nau hi ha l'altar de la propietària de l'església, on fins a l'any 1975 hi havia un antic llenç ovalat amb la Mare del Bon Consell, robat aleshores per desconeguts. Aleshores, el llenç ovalat va ser substituït ràpidament per un de nou, ara present al tron. L'absis, amb nombrosos frescos, també ha representat, entre d'altres, sant Gerardo Maiella (copatró de la vil·la) i el sant Alfons Maria de Liguori. També hi ha diverses estàtues a l'església, com la de Francesc de Paula i la de la Mare de Déu dels Dolors.

#### Església parroquial de la Maria Santissima Refugi dels pecadors vulgars de la Saleta
Situada a la carretera que porta de Gragnano a Sant'Antonio Abate, va ser construïda inicialment l'any 1864 i dedicada a Sant Climent I Papa, però l'església va ser tancada l'any 1870. Reoberta uns anys més tard, va ser dedicada a Sant Climent I Papa i a la Mare de Déu de la Saleta.
L'església, d'una sola nau, està decorada amb alguns frescos originals de la primera construcció, entre els quals un que representa Sant Francesc d'Assís al peu de la Creu i un altre, col·locat a la volta, que representa l'aparició de la Mare de Déu de la Saleta. Altres frescos són els dels quatre evangelistes, col·locats a les cantoneres de la cúpula, semblant al que passa a l'església del Bon Consell o a la parròquia de Sant Antoni Abat. A l'altar hi ha una estàtua de gran valor artístic que representa la Mare de Déu de la Saleta. També hi ha diverses estàtues, entre les quals es pot veure una de sant Pius de Pietrelcina, una de sant Antoni de Pàdua i una de sant Francesc d'Assís, així com un púlpit de fusta que data del segle xix.

#### Església parroquial del Jesús Redemptor de la localitat de Pontone
Construïda i beneïda l'any 1945, l'església original constava d'una nau que culminava amb un altar al centre del qual hi havia col·locada una icona de Crist Emmanuel Redemptor del Món. El ministeri a l'església original es va desenvolupar tranquil·lament des de l'any 1945 fins al 1979, quan va ser tancada per condicions inadequades de l'estructura. Per si fos poc, hi va influir, a més, el terratrèmol d'Irpinia de 1980. L'últim rector de l'església va ser Vincenzo Rosanova, qui després va ser rector de la parròquia de Sant Antoni Abat i va romandre així des del 1985 fins al 2009. Paral·lelament, l'any 1985 es va col·locar un edifici prefabricat per atendre les necessitats de la població. L'any 1997 l'església es va erigir Parròquia i Luigi Di Giovanni es va convertir en el seu primer rector. L'any 2001 Luigi Elefante es va convertir en el segon rector de l'església parroquial de Jesús Redemptor a Pontone. El mateix rector Don Luigi va iniciar una recaptació de fons i va iniciar les obres per a la construcció de la nova parròquia de Jesús Redemptor, que s'ha convertit en un dels llocs de culte més grans del país.

#### Santuari del Nen Jesús de la Casa Russo
Acabada l'any 1946, la primera pedra es va col·locar el 17 de desembre de 1939. La consagració va tenir lloc el 29 d'octubre de 1950, festivitat de Crist Rei, quan el bisbe de Castellammare Monsenyor Federico Emanuel li dona el nom del Nen Jesús.
L'església, d'una sola nau, mostra a l'altar, col·locada en un baldaquí de metall daurat, l'estàtua de fusta del Nen Jesús, que prové de l'església parroquial de Sant Antoni Abat, després d'haver estat a la via Casa D'Auria i a Pozzo dei Goti (Angri). A més, a l'església hi ha diverses obres d'art de data antiga (a més, naturalment, de l'original Bambinello, que es va datar a mitjans del segle xix), com les dues pintures de l'abadia de Santa Maria di Realvalle de Scafati, que representa una la Mare de Déu amb el nen entre els sants Bru i Jaume el Major (que data de 1701) i l'altra que representa la Reina de les Victòries (sobretot col·locada davant del bosc de Scafati, datada entre els segles xvii i xviii, que celebra el victòria de Carles I d'Anjou sobre Manfred després de la batalla de Benevent) i una estàtua de la Immaculada Concepció, que data del segle xix i procedent de la Certosa di San Giacomo di Pozzo dei Goti.

#### Església de Sant Antoni Abat de Vienne
L'església més antiga de Sant'Antonio Abate, actualment en desús, data dels voltants del segle xiii, situada a la carretera que unia la ciutat de Nuceria Alfaterna amb la ciutat de Castrum ad Mare Stabiae, d'època romana. La primera prova certa de la presència de l'església es remunta a l'any 1470, encara que se sap que l'església és molt més antiga. De fet, l'any 1470, l'església fou inclosa en la descripció d'un feu, el feu dels Cartoixans de Pozzo dei Goti. El 1520, Monsenyor Geronimo Cannavacciuolo, vicari general de la diòcesi de Lettere, parla de l'església en una butlla, donada la mort del sacerdot Tolomeo Pentangelo, consagrant el sacerdot Andriano Sorrentino com a nou sacerdot de l'església. L'església fou visitada el 17 de setembre de 1627 pel monsenyor Andrea Caputo, bisbe de Lettere, que la troba mancada de decoració i també d'estructura. Cal destacar que l'església era, de fet, l'únic referent per a tots els pagesos que vivien a les zones contigües i que durant algun temps constituïa el Borgo di Sant'Antuono i anava en constant augment. El 27 de desembre de 1651 l'església rep una nova visita del nou bisbe de Lettere, el monsenyor Onofrio De Ponte, que ve a visitar el capellà, el sacerdot Onofrio De Angelo (originari de Gragnano).
El 27 de juny de 1735, el bisbe de Lettere, el monsenyor Agostino Giannini, fa la Santa Visita a l'església i nomena Giovanni Battista Zola com a nou sacerdot de l'església parroquial de Sant'Antonio Abate a Porta Capuana, parròquia de Borgo Sant'Antonio Abate a Nàpols. El següent rector esdevé Francesco Grasso, qui rep la visita de monsenyor Giannini, el 15 d'octubre de 1746. El bisbe de Lettere, mossèn Bernardo Maria della Torre, el va fer ampliar i restaurar, per tal d'adaptar-lo molt més a les necessitats de la població. El mateix Bernardo della Torre la va construir la parròquia de Sant'Antonio Abate en Lettere l'any 1813, romanent així fins al 1829, quan, amb la finalització de la nova església parroquial de Sant'Antonio Abate, va rebre el títol amb la benedicció, que va tenir lloc el 5 de febrer de 1829, per Bonaventura Rispoli, primer rector de la nova església.
Tanmateix, serà en aquesta església on, gràcies a Leonardo Santoro, per reial decret de Ferran II, rei de Nàpols, s'establirà la Confraria de la Immaculada Concepció. La confraria va utilitzar l'església com a església pròpia des de l'any 1834 fins a principis de la dècada del 1840, quan es trasllada a la segona església de Sant'Antonio Abate, que, amb la finalització de la nova parròquia (actual església parroquial de Sant Antoni Abate), havia perdut el títol i va ser dedicat pels germans a la Immaculada Concepció de Maria. Després de traslladar-se a la nova església de la Confraria (edificada en un nivell elevat), l'església és utilitzada per la mateixa Confraria com a cripta funerària dels mateixos germans.
L'església, d'una nau i d'estil romànic amb voltes de creueria i arcs de mig punt, va ser llavors despullada de totes les decoracions, i ara només es veuen els elements arquitectònics, a més de les estances romanes adjacents, donada l'antiga construcció del església i la seva ubicació.

#### Congregació de la Immaculada Concepció
Va ser construïda l'any 1813 per satisfer les necessitats de la població durant la construcció de l'actual església parroquial de Sant Antoni Abat al cim de l'antiga església de Sant'Antuono. Aleshores l'església va ser dedicada a la Immaculada Concepció per la Confraria de la Immaculada Concepció del doctor Leonardo Santoro, doctor de cambra de les Alteses Reials, així com catedràtic de medicina i cirurgià de la Reial Universitat de Nàpols. El primer prior de la confraria va ser elegit Filippo Ferrigno Santoro, net de Leonardo.
D'una sola nau, es va acabar definitivament (també en les decoracions) unes dècades després de mitjan segle xix. L'església és rica en obres d'art, també pels diferents fons que reben els confrares per embellir-la. En primer lloc, per exemple, l'ermita votiva de la Mare de Déu del Rosari, que es troba a l'exterior de l'església en rajola de majòlica, col·locada al mur exterior de l'absis de l'església. Als laterals de la nau hi ha bancs de fusta, on s'asseuen els germans durant les celebracions, i la mateixa nau acaba amb l'altar de la Immaculada, on hi ha col·locada l'estàtua de la Immaculada. Les robes dels germans són completament idèntiques a les que porta l'estàtua de la Mare de Déu. A l'església també hi ha un confessionari de fusta datat de la construcció de l'església, encara en excel·lent estat, fet pel mestre de Pagani Domenico Mantiello. El sòl de l'església està fet, com el santuari votiu, també de 2200 rajoles de majòlica. Entre els frescos de l'església, hi ha quatre frescos murals, tots realitzats per l'artista Francesco Galizia di Angri, que representen la Bona Comunió, la Rosa Mística, la Bona Confessió i la Torre de vori. Aquest darrer quadre és molt interessant perquè la torre de vori està representada per l'artista d'una manera molt semblant a la torre principal del Castell de Lettere, sobretot pel seu aspecte tal com es veu des de Sant'Antonio Abate. Als murs de l'església també hi ha tres nínxols, dins dels quals hi ha les estàtues de Sant Cir d'Alexandria, Sant Lluís de Nàpols i el profeta Elies. A la volta hi ha un fresc que representa la proclamació del Dogma de la Immaculada Concepció. L'església disposa de dues campanes, una de 1857 i l'altra de 1881.

#### Església de Sant Josep
La construcció de l'església dedicada a San Giuseppe (Sant Josep, pare putatiu de Jesús), va començar l'any 1931 a la zona d'un edifici anterior. L'església es va acabar l'any 1936 i va ser beneïda per Monsenyor Pasquale Ragosta, Ordinari Diocesà.
L'església és d'una sola nau, que acaba amb l'altar, de marbre arabesc, darrere del qual hi ha el sagrari, inserit en una estructura de marbre en forma de creu. Damunt el tabernacle, recolzada sobre una base de marbre penjada de la paret, hi ha una estàtua de San Giuseppe Artigiano (Sant Josep Artesà), representat com un fuster en l'acte de tallar un tronc de fusta. L'església també conté, a més d'un artístic confessionari de fusta, de dotze panells que representen la seqüència del Via Crucis, i de dues estàtues, una que representa la Mare de Déu amb el nen i l'altra el Sagrat Cor de Jesús, col·locades una a la dreta i l'altre a l'esquerra de l'altar. Al sostre hi ha una pintura notable, que representa el Trànsit de Sant Josep, de l'artista Beniamino Gargiulo. L'església també gaudeix d'un portal d'entrada de fusta i d'un campanar sobre el qual també hi ha col·locat una petita campana. També forma part de la mateixa estructura que l'església el Centre Pastoral de Sant Josep, utilitzat fins fa uns anys per a les activitats pastorals de la parròquia, i el nou centre en construcció, el Centre Pastoral Santa Maria Rosa Nova, un gran projecte realitzat pels rectors de la parròquia.

#### Església de Santa Maria del Carme de la localitat de Teilliti
L'església va ser construïda a principis de la dècada del 1950 en uns terrenys donats per Teresa Santonicola a la naixent comunitat de les Suore Carmelitane e di Piccole Ancelle di Maria Regina (Germanes Carmelites i de les Petites Servents de Maria Regina), unides a la Unione Opere Pie (Unió d'Obres Pies) de Somma Vesuviana. La comunitat es va traslladar de Somma Vesuviana a Sant'Antonio Abate, però no van tenir un gran nombre de seguidors. Aleshores la germana superiora va donar l'edifici a les Germanes Gerardines locals.
L'església estava oberta al culte des de l'any 1956, i estava dirigida pels Pares pertanyents a la congregació dels Sacerdots del Sagrat Cor de Jesús, comunament anomenada Dehonians. L'església va ser reconstruïda, juntament amb el conjunt monàstic, l'any 1981, arran dels danys que va patir el terratrèmol d'Irpinia de 1980.
L'església té una nau, al final de la qual hi ha un altar. A la banda esquerra de l'església, just abans de l'altar, hi ha un llenç que representa la Mare de Déu del Carme, titular de l'església. A l'església també hi ha dos nens Jesús, un panell de fusta que representa la Mare de Déu del Carme, una estàtua que representa el Sagrat Cor de Jesús, i una estàtua que representa San Gennaro.

#### Capella del Sagrat Cor
La construcció de l'esmentada capella es va produir a principis de la dècada del 1960, juntament amb l'escola missionera que regentaven els Pares de la Congregació dels Sacerdots del Sagrat Cor de Jesús.
L'arquitectura de l'edifici és moderna, sostinguda per poderosos arcs que recorden algunes esglésies americanes. L'església, d'una sola nau, acaba en un altar de marbre sobre el qual hi ha una gran pintura que representa l'Últim Sopar. Als laterals de la capella hi ha diversos panells del Via Crucis d'estil modern, obra de l'artista Livio Orazio Valentini, que data de l'any 1963. Un altre llenç important de l'església és el que representa el Crist Sacerdot, obra de l'artista Luigi Fortunato.

#### Capella de les Ànimes del Purgatori del Cementiri Cívic
La capella, acabada l'any 1936, es va construir juntament amb el cementiri cívic, datada de l'any 1934.
La planta de la capella és circular i la part més representativa és l'enorme cúpula, la planta del qual coincideix amb la de la capella, de color blau. A l'exterior de la capella hi ha un panell de rajoles que representa el Crist Ressuscitat. L'altar de marbre està situat davant de l'entrada, amb els bancs que es col·loquen circularment respecte a aquest. A la capella hi ha diverses estàtues, entre les quals una que representa la Immaculada Concepció i una icona de Crist Pantocràtor.

### Jaciments arqueològics
Al terme municipal s'han trobat diverses edificacions d'època romana, entre elles una vil·la, anomenada Villa Sant'Antonio Abate, descoberta l'any 1974, de tipus rústic; de planta quadrada, conserva una part d'otium (zona de descans), dedicada als propietaris, i una zona fructuaria (reservada a activitats agrícoles).

## Societat

### Evolució demogràfica
| Gràfica d'evolució demográfica de Sant'Antonio Abate entre 1861 i 2011 |
|                                                                        |
| Font ISTAT                                                             |

### Religió
La major part de la població és catòlica de ritu llatí.
La ciutat forma part de l'Arquebisbat de Sorrento-Castellammare di Stabia. El patró és Sant Antoni Abat i el copatró és Sant Gerardo Maiella.
El 2 de febrer de 1931, Mosè Mascolo va fundar la congregació de les Germanes Gerardines de Sant'Antonio Abate.

### La fira de Sant Antoni Abat

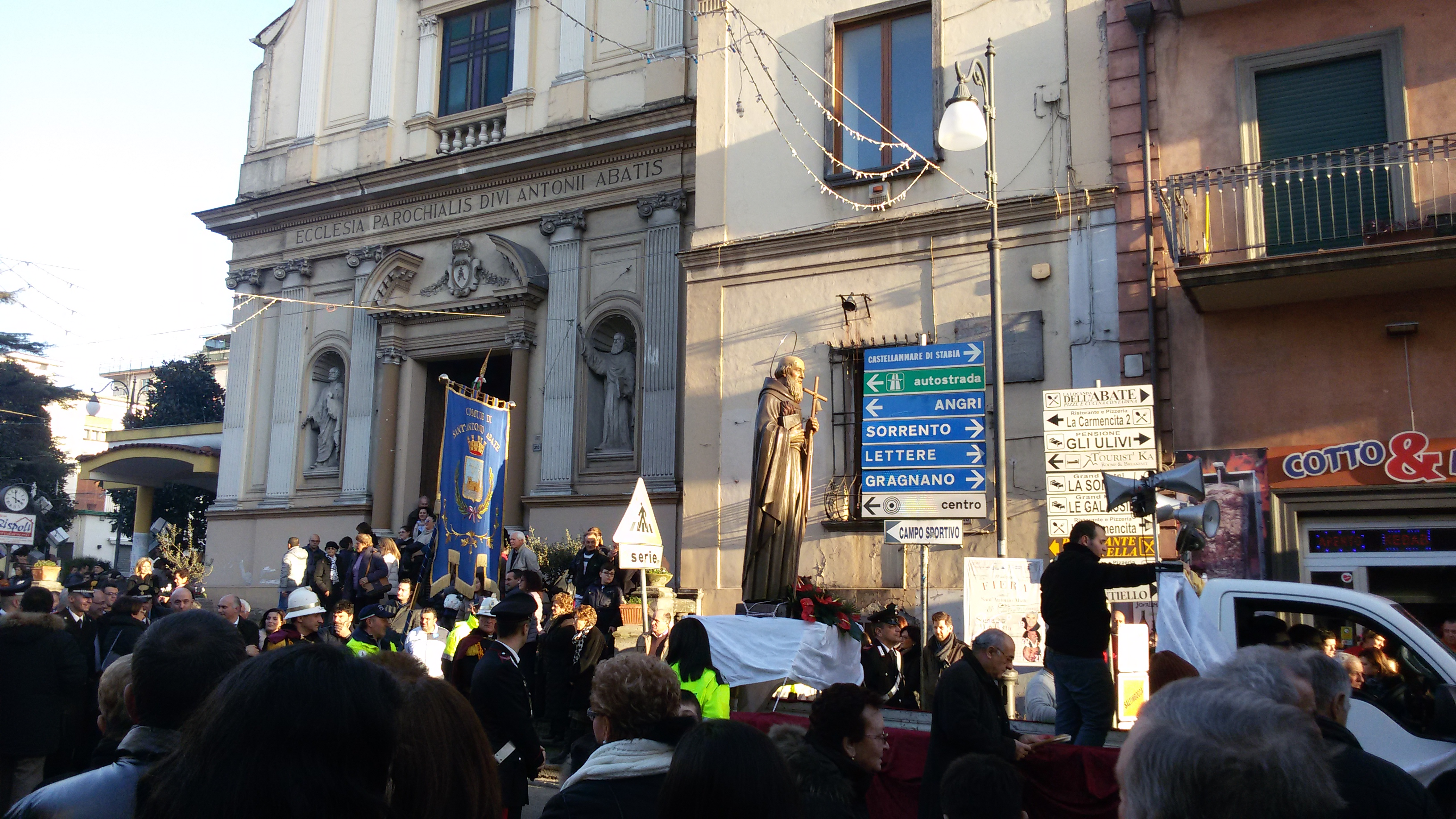
La processó de Sant Antoni Abat davant l'església parroquial

Molt coneguda durant la festa del patró, és la fira que se celebra cada any els dies adjacents al 17 de gener, data que marca la festa de Sant Antoni Abat. La fira, que gira al voltant de la Sagra della Porchetta (Festa de la porchetta) i a la fira comercial, dura de nou a onze dies cada any. La fira, situada a l'interior d'un envelat, es troba al costat de diferents parades d'alimentació del municipi que, donada la nomenclatura de la fira, serveixen especialment carn de porc. A més, la vigília de la festivitat del sant, és tradicional encendre el cippus, un foc colossal alimentat per branques d'olivera en el qual tots els fidels estan obligats a llançar cartes amb pecats per cremar-los al foc (un dels molts atributs de Sant Antoni Abat), al voltant del qual es pot ballar i cantar cançons de la tradició popular local (i, en particular, els diversos tammurriate).
El punt àlgid de les celebracions s'aconsegueix el 17 de gener, dia dedicat a la memòria del sant, durant el qual els carrers s'omplen de venedors ambulants, i la participació a la festa i la fira esdevé màxima. També és particular la benedicció d'animals de companyia per part dels rectors. Durant la tarda té lloc la gran processó religiosa en honor al patró, en la qual, a més dels rectors, els membres de la Confraria de la Immaculada Concepció (fundada pel doctor Leonardo Santoro l'any 1834), els civils i militars, hi participen les autoritats i els fidels. La processó es caracteritza pels fidels als balcons que creen un ambient festiu amb focs artificials i la seva participació amb oracions i cançons. La fira continua amb diversos espectacles i exposicions fins al diumenge següent.
També cal destacar que, abans de l'any 1929, quan el municipi de Sant'Antonio Abate pertanyia a la gestió comunal de Lettere, la població anava (i encara avui respecta aquesta tradició) a peu fins a Lettere per venerar Santa Anna, la seva patrona.

## Cultura
Al territori abatès hi ha uns setze edificis d'escoles públiques: sis escoles bressol, sis escoles de primària, tres escoles de primer grau i finalment una escola de segon grau (el Liceu Científic Estatal Ernesto Pascal de Pompeia).

## Esport
El principal equip de futbol de Sant'Antonio Abate és l'A.C. Sant'Antonio Abate 1971, que juga els seus partits a casa a l'Estadi Municipal «Vigilante Varone». La temporada 2020-2021 l'equip va jugar al campionat regional de Promozione, després d'unes set aparicions al màxim campionat amateur.
La ciutat també acull un equip de bàsquet Pallacanestro Antoniana, l'equip de voleibol masculí Santa Maria Rosa Nova Volley (que juga a casa a la Pala Officina), i l'equip femení de voleibol Abatese Volley (que juga a casa a la PalaTenda).

## Llocs d'interès propers
- Pompeia (5,8 km)
- Castellammare di Stabia (4,3 km)
- Herculà (23,9 km)
- Sorrento (24,5 km)
- Salern (28,7 km)
- Ravello (29,6 km)
- Nàpols (30,2 km)

- Els quilòmetres s'han mesurat a partir de la plaça Major de la vil·la al centre dels diferents llocs d'interès.